# Zgorany (gmina)
Zgorany (początkowo Zhorany) – dawna gmina wiejska istniejąca do 1939 roku w woj. wołyńskim (obecnie na Ukrainie). Siedzibą gminy były Zgorany.
Pod zaborami w powiecie włodzimierskim guberni wołyńskiej.
Po odzyskaniu niepodległości kraju, gmina początkowo należała do powiatu włodzimierskiego. 12 grudnia 1920 r. została przyłączona do nowo utworzonego powiatu lubomelskiego pod Zarządem Terenów Przyfrontowych i Etapowych. 19 lutego 1921 r. wraz z całym powiatem weszła w skład nowo utworzonego województwa wołyńskiego. Według stanu z dnia 4 stycznia 1936 roku gmina składała się z 12 gromad. 
Po wojnie obszar gminy Zgorany wszedł w struktury administracyjne Związku Radzieckiego.